# Contea di Longzhou
Longzhou (cinese: 龙州,  pinyin: Níngmíng; zhuang：Lungzcou) è una contea che fa parte della città-prefettura di Chongzuo, situata nella parte occidentale della regione autonoma di Guangxi Zhuang, nel sud della Cina. Longzhou confina con la contea di Daxin a nord, con le contee di Pingxiang e Ningming a sud, e con il Vietnam ad ovest. Ha una popolazione di 293.000 abitanti (2007), dei quali il 95% appartiene al gruppo etnico degli Zhuang. Ha un'estensione di 2.317 km².